# 方芳 (志愿者)
方芳（英語：Francoise Grenot-Wang，1949年—2008年12月9日），法国人，出生于法国巴黎，巴黎第七大学中文硕士。
1989年来中国，1990年3月12日创立中国色彩协会，至力于在法国传播中国少数民族文化，因少数民族服饰色彩丰富故得名。1997年应邀到广西壮族自治区融水县大年乡任无国界医生组织法语翻译，受当地落后情况的触动，在1998年她选择留在大年帮助当地失学女童复学，中国色彩协会也开始专注人道主义。至2008年12月9日晚9点，方芳因所住木楼失火逝世。据资料，十年来参与助学的国际友人达2500多名，共投入1564万元人民币，使5775名失学儿童复学，建成68座教学楼、宿舍楼，极大改善了当地教学条件，另外也对当地传统文化设施进行了修复和重建。
2014年3月27日，中华人民共和国主席习近平在中法建交50周年纪念大会讲话中提到了方芳的事迹。